# 格林韋爾鎮區 (明尼蘇達州達科他縣)
格林韋爾鎮區（英語：Greenvale Township）是位於美國明尼蘇達州達科他縣的一個行政鎮區。

## 地方資料
格林韋爾鎮區的面積為73.87平方千米，當中陸地面積為69.99平方千米，而水域面積為3.88平方千米。根據2020年美國人口普查的數據，當地共有人口796人，而人口密度為每平方千米10.78人。